# Počivalo
Počivalo (makedonsky: Почивало) je vesnice v Severní Makedonii. Nachází se v opštině Štip ve Východním regionu.

## Demografie
Podle sčítání lidu z roku 2002 žije ve vesnici 79 obyvatel, z nichž 74 jsou Turci a 5 Makedonci.